# Église d'Antiphonitis
L'église d'Antiphonitis (grec moderne : Εκκλησία Αντιφωνητής) est une église byzantine à huit piliers, qui se trouve à proximité du village de Kalorgaia, dans le district de Kyrenia, dans les bois du versant nord des monts Pentadaktilos, dans la république turque de Chypre du Nord. 
Cette église fut créée au VIIe siècle. Plus tard, à côté d'elle, fut fondé un monastère qui fut, comme l'église elle-même, reconstruit pour l'essentiel au XIIe siècle. La caractéristique architecturale de cette église est que son dôme repose non sur quatre piliers mais sur huit. Aujourd'hui elle est devenue le seul exemple d'une architecture de ce type sur l'île de Chypre.
Au XIVe – XVe siècle au bâtiment de l'église furent ajoutés, du côté ouest, un parvis, et du côté sud, une loggia dont les voûtes s'appuient sur des arcades à colonnes (ce qui est une autre particularité architecturale de cette église). Cette architecture atypique se manifeste encore par le fait que huit ouvertures semi-circulaires sont découpées dans les murs de la coupole. 

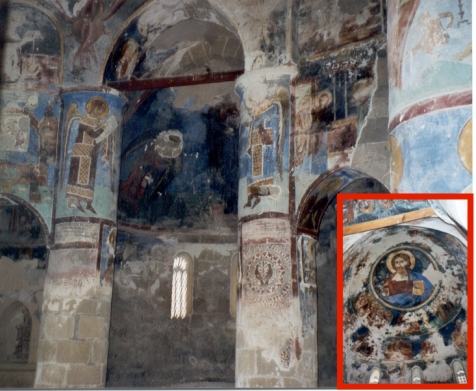
Représentation du Christ Pantocrator sur la coupole

## Fresques
Le dôme de l'église est décoré d'une fresque du Christ Pantocrator. Une partie de la décoration murale date du XIIe siècle. Elle a été complétée au XVe siècle lors de la restauration de l'église. La fresque la plus connue est celle de la Vierge Marie avec l'Enfant Jésus entourés des archanges Gabriel et Michel. Les visages ont malheureusement été détériorés.

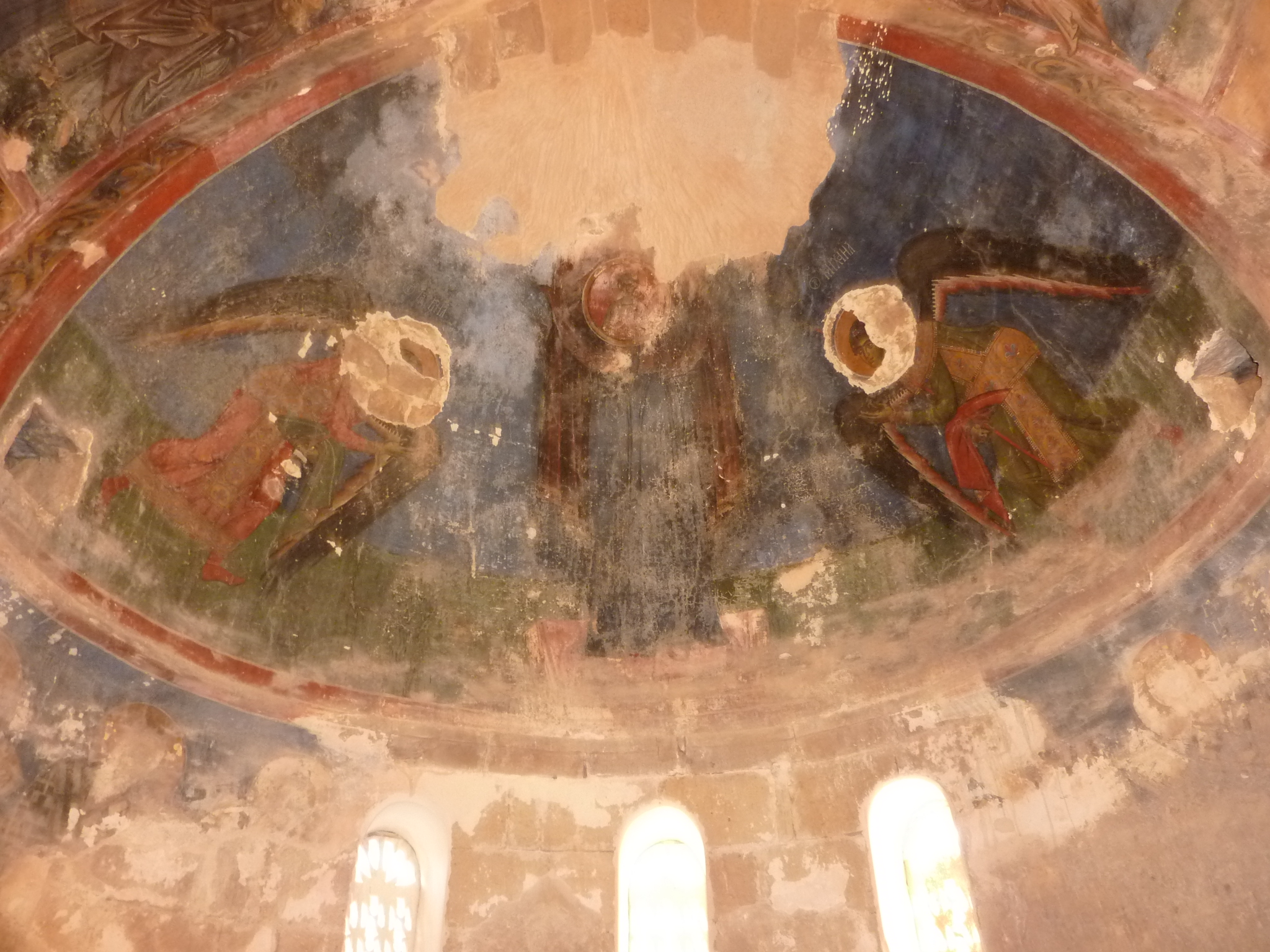
Antiphonitis (14)

Les fresques de l'église ont été exécutées dans un style original, qui réunit les traditions et les techniques iconographiques à la fois byzantines et italiennes du XIVe siècle. Les historiens d'art soulignent que la représentation du Christ dans la scène du jugement dernier et celle de Satan en enfer rassemblent une foule d'éléments presque identiques à ceux de la fresque de Giotto à Padoue dans l'Église de l'Arena de Padoue (chapelle des Scrovegni).
Durant la période des croisades, des ateliers ont été créés en Orient par les croisés qui produisaient leurs propres icônes. Ils réunissent dans leurs œuvres les traits du style roman occidental et ceux de l'art byzantin. Ils reprennent la technique de l'icône byzantine pour réaliser des œuvres plus proches des goûts de leurs clients occidentaux. Le résultat obtenu est un mélange de deux traditions différentes (par exemple dans les fresques cypriotes de l'église d'Antiphonitis). Il a existé des ateliers de croisés à sur l'île de Chypre.

## Sources
- (en) Осипов Д., Борзенко А., Борзенко А., Базоева В. Кипр. М. Вокруг света. 2012. С 139
- (en) Dubin, Marc The Rough Guide to Cyprus. Р. 355
- (en) Eliades, Ioannis Α. Cultural Interactions in Cyprus 1191-1571: Byzantine and Italian Art P. 21-23